# Jan Michalski (Politiker, 1962)

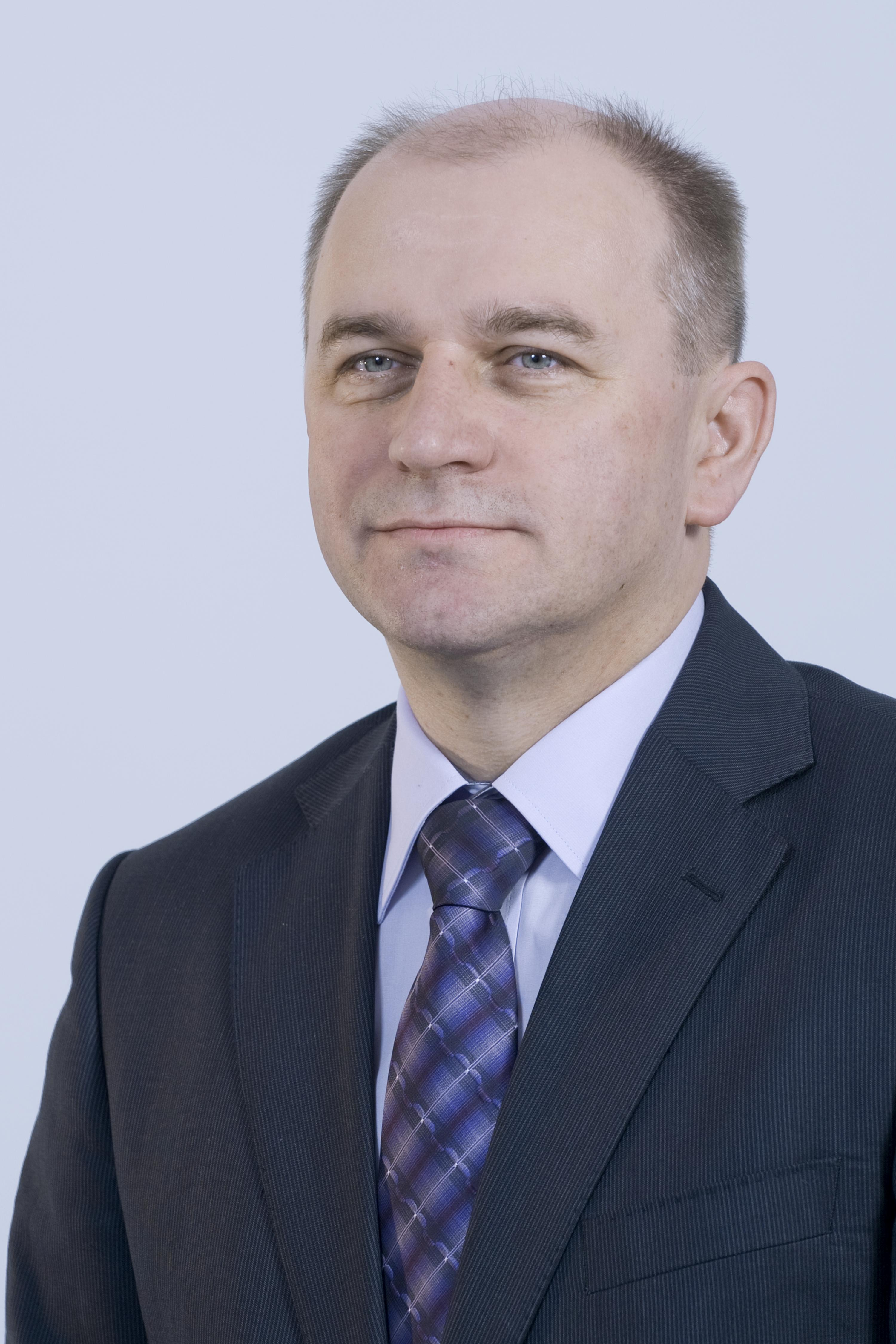
Jan Michalski (2011)

Jan Michalski (* 27. Dezember 1962 in Lubań) ist ein polnischer Politiker (PO) und Sportfunktionär. Von 2011 bis 2015 war er Senator der VIII. Wahlperiode des Senats der Republik Polen.

## Leben und Wirken
Jan Michalski wuchs mit seinen Eltern auf dem Bauernhof der Großeltern in Pisarzowice auf. Nach dem Besuch der Grundschule und des Gymnasiums in Lubań begann er an der Technischen Universität Breslau zu studieren. Während seines Studiums war er in der studentischen Selbstverwaltung aktiv. 1989 schloss er daselbst sein Studium am Institut für Informationssysteme der Fakultät für Elektronik ab. Anschließend war er ab 1990 für 15 Jahre als Spielwarengroßhändler in Zgorzelec tätig.
Zwischen 1998 und 2002 war Michalski Mitglied des Stadtrates von Zgorzelec. Anschließend übernahm er bis 2006 die Position des Präsidenten des Centrum Sportowo-Rekreacyjne in Zgorzelec. 2006 kandidierte er erfolglos für den Powiatrat des Powiat Zgorzelecki und wurde daraufhin zum stellvertretenden Starost vom Powiat Zgorzelecki ernannt, eine Stelle, die er bis 2008 bekleidete. 2008 wurde Michalski zum Vorstandsvorsitzenden der KKS Turów Zgorzelec S.A. berufen, zu dem die Profibasketballmannschaft PGE Turów Zgorzelec gehörte. 2011 trat er von diesem Posten zurück, um sich auf die Parlamentswahlen zu konzentrieren.
Bei der Parlamentswahl 2011 trat Michalski als Kandidat der Platforma Obywatelska für ein Mandat für den Senat der Republik Polen im Wahlkreis Nr. 1 (Powiate Bolesławiecki, Lubański, Lwówecki und Zgorzelecki) an. Dort setzte er sich mit 33.641 (35,55 %) der abgegebenen gültigen Stimmen gegen fünf weitere Kandidaten, unter anderem gegen Jerzy Zieliński, dem ehemaligen Bürgermeister von Lubań, durch. Bei der Parlamentswahl 2015 versuchte er sein Mandat zu verteidigen, unterlag aber mit 31.248 (33,10 %) der abgegebenen gültigen Stimmen dem ehemaligen Senator der VI. Wahlperiode (2005–2007) Rafał Ślusarz (34.858 Stimmen, 36,93 %).
Ende 2015 wurde er wieder zum Vorstandsvorsitzenden der KKS Turów Zgorzelec S.A. berufen und trat im September 2017 wieder von dieser Position zurück. Im August meldete der Verein Insolvenz an und wurde anschließend abgewickelt.
2018 kandidierte Michalski bei den Selbstverwaltungswahlen für einen Sitz im Sejmik der Woiwodschaft Niederschlesien. Er trat für die KKW Platforma.Nowoczesna Koalicja Obywatelska, einem Wahlbündnis bestehend aus der Platforma Obywatelska und der Nowoczesna, an, verpasste aber einen Einzug in den Sejmik.